# Chaetopteryx stankovici
Chaetopteryx stankovici är en nattsländeart som beskrevs av Marinkovic-gospodnetic 1966. Chaetopteryx stankovici ingår i släktet Chaetopteryx och familjen husmasknattsländor. Inga underarter finns listade i Catalogue of Life.